# Franjo Vladić
Franjo Vladić (Mostar, 1950. október 19. – Mostar, 2024. június 18.) jugoszláv válogatott bosnyák-horvát labdarúgó.

## Pályafutása

### A válogatottban
1972 és 1977 között 24 alkalommal szerepelt a jugoszláv válogatottban és 3 gólt szerzett. Részt vett az 1974-es világbajnokságon és az 1976-os Európa-bajnokságon.